# HT-2157
HT-2157 (tên mã cũ SNAP-37889) là một loại thuốc hoạt động như một chất đối kháng không peptide chọn lọc cho thụ thể GAL-3, thường được kích hoạt bởi galanin neuropeptide. Chặn thụ thể này bằng HT-2157 tạo ra sự giải phóng serotonin tăng, cũng như tạo ra tác dụng chống trầm cảm và giải lo âu trong nghiên cứu trên động vật, và nó cũng đang được nghiên cứu để điều trị rối loạn chức năng nhận thức. Tuy nhiên, tất cả các thử nghiệm lâm sàng ở người đã bị chấm dứt do những lo ngại về an toàn và các thuốc đối kháng GAL-3 mới hiện đang được tìm kiếm thay thế.